# Victoria Lundblad
Victoria Lundblad (26 août 1952 - ) est une généticienne américaine. Experte reconnue des télomérases, elle est lauréate du Prix Pearl Meister Greengard en 2008.

## Jeunesse et formation
Victoria Lundblad naît dans la région de la baie de Californie, fille d'un biochimiste et d'une enseignante. Elle participe à des expériences scientifiques dès le collège, elle teste par exemple si la peau émet des substances qui repoussent les moustiques et libère par accident plus de 100 moustiques chez elle. Elle commence le violoncelle et se lance dans des études musicales. Mais arrivée à l'Université de Californie à Berkeley, elle se spécialise en mathématiques puis se tourne vers la biologie.
Elle poursuit des études supérieures en biologie à l'Université Harvard. Enthousiasmée par une conférence de Jack Szostak, lauréat du prix Nobel en 2016, sur ses travaux sur les télomères avec Elizabeth Blackburn, elle commence un stage postdoctoral en 1983 avec lui. Elle étudie une levure à la télomérase défectueuse ayant subi une sénescence précoce. Elle poursuit son étude des télomères en tant que boursière postdoctorale dans le laboratoire d'Elizabeth Blackburn. En 1991, elle rejoint le département de génétique du Baylor College of Medicine. En 2004, elle entre au Salk Institute for Biological Studies.

## Carrière

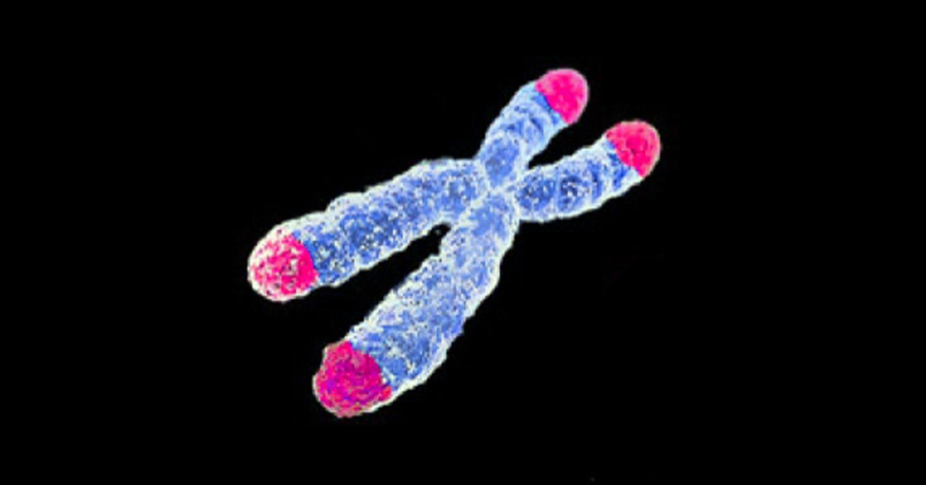
Télomères sur un chromosome

En 1989, Lundblad identifie un gène nommé EST1 ("ever shorter telomeres") dans lequel les télomères sont perdus, et découvre que EST1 code une sous-unité régulatrice de la télomérase. Plus tard, en collaboration avec le lauréat du prix Nobel Thomas Robert Cech, elle découvre la sous-unité catalytique de la télomérase et l'identifie comme une transcriptase inverse avec un ARN associé.
En 2008, elle reçoit le Prix Pearl Meister Greengard Prize qui récompense les femmes scientifiques dans le domaine de la biologie.
En 2017, avec deux autres femmes professeurs titulaires à l'Institut Salk, elle intente des poursuites pour discrimination sexuelle contre l'institut. Elles expliquent que le financement de la recherche n'est pas réparti équitablement et que seulement 13 % du personnel de recherche sont des femmes. L'institut attaque Victoria Lundblad, l'accusant de « se classer systématiquement en dessous de ses pairs pour produire des recherches de haute qualité et attirer » des subventions et que chacun des trois professeurs se classe dans « le quartile inférieur de ses pairs ». Des collègues scientifiques à travers le pays s'offusquent, y compris la lauréate du prix Nobel Carol Greider dont les travaux concernent également la télomérase, qui déclare que Lundblad était « l'une des rares icônes dans le domaine ». En août 2018, le conflit est réglé à l'amiable entre les trois femmes et l'institut.
En 2014, elle est élue à la Société américaine de microbiologie. Elle est l'une des seize femmes parmi les quatre-vingt-huit élus.

## Reconnaissance
- 1997 : Prix DeBakey Excellence in Research Award du Baylor College of Medicine[6]
- 2008 : Prix Pearl Meister Greengard de la l'Université Rockefeller[3]
- 2014 : Élue membre la Société américaine de microbiologie.
- 2015 : Élue membre de l'Académie nationale des sciences en génétique médicale, hématologie et oncologie.

## Publications
Victoria Lundblad a publié ou co-publié de nombreux articles, dont:
- Lubin, John & Tucey, Timothy & Lundblad, Victoria. (2017). Using Separation-of-Function Mutagenesis To Define the Full Spectrum of Activities Performed by the Est1 Telomerase Subunit In Vivo. Genetics. 208. genetics.300145.2017. 10.1534/genetics.117.300145.
- Tucey, Timothy & Lundblad, Victoria. (2014). Regulated assembly and disassembly of the yeast telomerase quaternary complex. Genes & development. 28. 10.1101/gad.246256.114.
- Lundblad, Victoria. (2012). Telomere end processing: Unexpected complexity at the end game. Genes & development. 26. 1123-7. 10.1101/gad.195339.112.
- Lundblad, Victoria. (2002). Telomere maintenance without telomerase. Oncogene. 21. 522-31. 10.1038/sj.onc.1205079.
- Lundblad, Victoria. (2001). Genome instability: McClintock revisited. Current biology : CB. 11. R957-60. 10.1016/S0960-9822(01)00573-5.